# Samotherium
Самотерій (Samotherium) — викопний рід жирафових з міоцену та пліоцену Євразії та Африки. Міоценові рештки, що належать роду Samotherium знайдено й на території України.

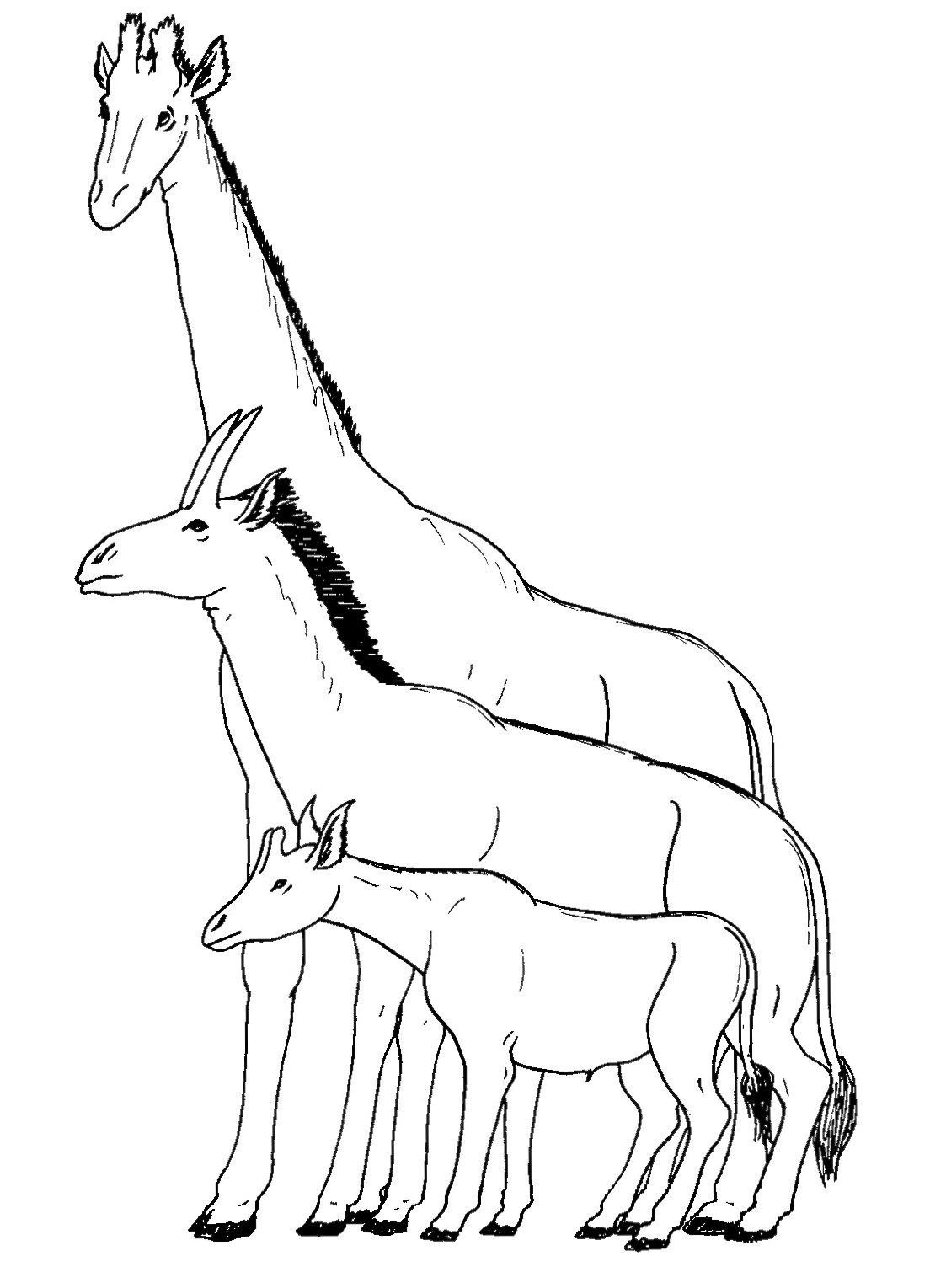
Samotherium major посередині у порівнянні з жирафою (вищий) та окапі (нижчий)

Тварина мала двоє «ріжок» на голові й довгі ноги. Мордочка закруглена. Рід тісно споріднений з Shansitherium.